# Rodan (Filmmonster)

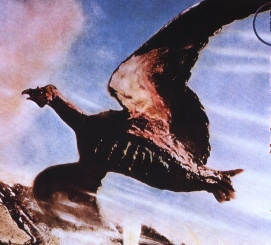
Rodan auf dem Filmplakat von Die fliegenden Monster von Osaka von 1956

Rodan (jap. ラドン, Radon) ist ein Kaiju aus dem  Tōhō-Filmstudio. Rodan hatte 1956 seinen ersten Auftritt im Film Die fliegenden Monster von Osaka von Ishirō Honda.

## Beschreibung
Das Design des Monsters veränderte sich im Laufe der Jahre immer wieder. Die Grundlage des Flugsauriers wurde aber beibehalten. Während sich die Figur in der Shōwa-Staffel stärker hin zum Flugsaurier wandelte, wurde er in der Heisei-Staffel monströser und größer und wie Godzilla als radioaktiv verstrahltes Ungeheuer dargestellt.

## Name
Rodan (oder Radon) ist eine Zusammenstellung aus den Silben ra und don, wie sie in Pteranodon, einer Flugsaurierart, vorkommen. Außerdem ist Radon ein radioaktives, chemisches Element.

## Filme
- 1956: Die fliegenden Monster von Osaka (Alternativtitel: Rodan)
- 1964: Frankensteins Monster im Kampf gegen Ghidorah
- 1965: Befehl aus dem Dunkel
- 1968: Frankenstein und die Monster aus dem All
- 1972: Frankensteins Höllenbrut
- 1973: King Kong – Dämonen aus dem Weltall
- 1993: Godzilla gegen MechaGodzilla II
- 2004: Godzilla: Final Wars
- 2019: Godzilla II: King of the Monsters